# Zbigniew Przybyła (literaturoznawca)
Zbigniew Przybyła (ur. 1 stycznia 1942 w Borysławiu, zm. 16 sierpnia 2000 w Krakowie) – polski historyk literatury, pedagog, wykładowca akademicki.

## Życiorys
Absolwent rzeszowskiego I LO im. S. Konarskiego. Studiował polonistykę na Uniwersytecie Jagiellońskim w latach 1959–1964. Tam też w roku 1969 obronił dysertację doktorską (Refleksy w prasie polskiej funkcjonowania na ziemiach polskich literatury niemieckiej i angielskiej) napisaną pod kierunkiem Henryka Markiewicza. Do lat dziewięćdziesiątych pracował jako nauczyciel w wielu szkołach, a także jako tłumacz w placówkach dyplomatycznych w Berlinie. Odbył także studia na Wydziale Elektrotechniki AGH w Krakowie. Habilitacja na podstawy rozprawy o Lalce B. Prusa. Jako wykładowca pracował w Wyższej Szkole Pedagogicznej w Rzeszowie, Wyższej Szkole Pedagogicznej w Częstochowie oraz w Wyższej Szkole Pedagogicznej w Kielcach. Autor prac na temat twórczości polskich pozytywistów.

## Publikacje
- Lalka Bolesława Prusa: semantyka – kompozycja – konteksty, Rzeszów 1995.
- Asnyk i Konopnicka : szkice historycznoliterackie. Częstochowa 1997.
- Henryk Sienkiewicz i jego twórczość. Materiały z konferencji naukowej w Wyższej Szkole Pedagogicznej w Częstochowie, 5-7 maja 1996 r., pod red. Zbigniewa Przybyły, Częstochowa – Kraków 1996.
- Świętochowski i rówieśnicy – Kotarbiński, Urbanowska, Zalewski: sesja w 150. rocznicę ich urodzin, Zakopane, 4-6 maja 1999, red. nauk. Bogdan Mazan i Zbigniew Przybyła, Częstochowa – Łódź 2001.
- Jubileuszowe "Żniwo u Prusa". Materiały z międzynarodowej sesji prusowskiej w 1997 r., pod red. Zbigniewa Przybyły, Częstochowa – Kraków 1889.
- Piotr Chmielowski i Antoni Gustaw Bem. Konferencja ogólnopolska w 150 rocznicę ich urodzin, red. nauk. Zbigniew Przybyła, Częstochowa – Kraków 1999.